# Hutovo blato
Hutovo blato je ptičji rezervat i park prirode na jugu Bosne i Hercegovine, nedaleko od Čapljine. S ostatkom delte Neretve u Republici Hrvatskoj čini jednu cjelinu. Cijeli prostor delte Neretve koji drenira rijeka Neretva nalazi se na oko 20 000 ha, od kojih je 8000 ha u Bosni i Hercegovini, a močvarna depresija Hutova blata zauzima oko 4000 ha.:17

## Značajke parka
Hutovo blato je depresija koju vapnenački greben Ostrovo dijeli na Gornje Hutovo blato (s Deranskim blatom) i Donje Hutovo blato sa Svitavskim blatom. Niski dijelovi Svitavskog/Donjeg blata imaju nadmorsku visinu od 1,5 do 3,5 m n.m., a Deransko/Gornje blato od –1,5 m do 2,5 m n.m.  Površina parka iznosi 7824 ha, a nalazi se na području Grada Čapljine (4993,30 ha) i Grada Stoca (2830,70 ha). Od Čapljine je udaljen 4 km, od Stoca 8 km te od Metkovića 4 km.:18
Najveća jezera Hutova blata su: Svitava (1000 ha), Deransko (370 ha), Jelim (27,5 ha), Drijen, Orah (zajedničke površine 11,2 ha) te Škrka (10,7 ha). Svitavsko je umjetna akumulacija, nastala izgradnjom hidroelektrane Čapljina. Međusobno su povezana kanalima i jarugama, a nekima od njih dno se nalazi ispod razine mora (Jelim, -18 m). Glavni vodotok Hutova blata čini rijeka Krupa koja nema pravi izvor već istječe iz Deranskog jezera u Neretvu. Krupa teče u oba smjera, ovisno o vodostaju rijeke Neretve. Vodene površine zauzimaju 39% površine Hutova blata.

## Povijest parka
Prve podatke o pticama Hutova blata dao je entomolog German 1817., a prvi opširniji rad o pticama donje Neretve pod nazivom "Preduzioni naturali
della cittata di Narona" djelo je zoologa Lanze tiskano 1842. u Bologni. Za vrijeme Austro-Ugarske u djelu "Lovstvo u Bosni i Hercegovini" Laska ga opisuje kao "... zagonetnu močvaru u kojoj nebrojene stotine hiljada divljih pataka najrazličitijih vrsta, prije svega divlja patka gluhara i patka kržulja, oživljavaju ovo mjesto ...". Julius Finger 1860. sastavlja prvi zapis o pticama Hutova blata, a slijedila su ga mnoga istraživanja, kako znanstvena, tako i stručna: Dragutin Rucner (1948.), Paul Geroudet (1965.), Bryan I. Sage (1964.), Svjetoslav Obratil (1969., 2000.), Martin Shneider Jacobya (2009.).:16
Nakon Drugog svjetskog rata Hutovo blato je bilo zaštićeno isključivo kao elitno lovište. Dana 3. lipnja 1954. ustanovljen je ornitofaunistički rezervat "Hutovo blato" površine 6144 ha čime počinje njegova povijest kao zaštićenog dijela. U sklopu tadašnjeg rezervata 1959. je izdvojen strogi ptičji rezervat Škrka (površine 350 ha), koji je bio zatvoren za ribarenje, lov i druge ekonomski isplative aktivnosti. Već 1971. Hutovo blato je uvršteno u popis močvara od međunarodnog značaja, a 1980. u međunarodni projekt za zaštitu mediteranskih močvara. Odlukom vlade HR HB 30. ožujka 1995. god. Hutovo blato je proglašeno parkom prirode i od tada njime upravlja Javno poduzeće Park prirode "Hutovo blato". Godine 1998. uvršteno je u popis međunarodno važnih staništa ptica, a 2001. u popis močvara od međunarodne važnosti (po metodologiji Ramsarske konvencije).

## Flora i fauna parka
Hutovo blato je dom 240 vrsta ptica močvarica, 44 vrste riba i jegulje, 11 vrsta gmazova, 7 vrsta vodozemaca, preko 700 vrsta biljaka, kao i neistraženi broj insekata, kukaca i gljiva.:18 Smatra se jednim od najvećih zimovališta ptica u Europi. Floru parka čine mnogobrojne vrste. Na vodenim površinama dominiraju lopoč (Nymphaea alba), lokvanj (Nuphar luteum) te mrijesnjak (Potamogeton sp.) i žabnjak (Ranunculus sp.). U tršćacima dominiraju trska (Phragmites sp.), rogoz (Typha sp.), šaš (Carex sp.) i sita (Juncus sp.). Na šumskim i livadskim predjelima rastu jasen (Fraxinus sp.), hrast (Quercus sp.), veprina (Ruscus sp.), mogranj (Punica feNrum), borovica (Juniperus sp.), vrba (Salix sp.), brijest (Ulmus sp.), joha (Alnus sp.), kupina (Rubus sp.), dud (Morus sp.), mrtva kopriva (Lamium sp.) i djetelina (Trifolium sp.).

## Zanimljivosti
O postanku Hutova blata se veže legenda o Gavanovim dvorima.

## Vanjske poveznice
- Službene stranice
- Hutovo blato na stranicama Grada Čapljina